# Шарлотт-Парк (Флорида)
Шарлотт-Парк (англ. Charlotte Park) — переписна місцевість (CDP) в США, в окрузі Шарлотт штату Флорида. Населення — 2667 осіб (2020).

## Географія
Шарлотт-Парк розташований за координатами 26°54′16″ пн. ш. 82°2′56″ зх. д. / 26.90444° пн. ш. 82.04889° зх. д. (26.904390, -82.048964).  За даними Бюро перепису населення США в 2010 році переписна місцевість мала площу 3,36 км², з яких 2,67 км² — суходіл та 0,69 км² — водойми.

## Демографія
Згідно з переписом 2010 року, у переписній місцевості мешкало 2325 осіб у 1172 домогосподарствах у складі 787 родин. Густота населення становила 693 особи/км².  Було 1730 помешкань (515/км²).
Расовий склад населення:
| - 96,0 % — білих - 1,2 % — чорних або афроамериканців - 0,7 % — азіатів - 0,6 % — корінних американців |

До двох чи більше рас належало 0,9 %. Частка іспаномовних становила 4,6 % від усіх жителів.
За віковим діапазоном населення розподілялося таким чином: 8,6 % — особи молодші 18 років, 42,3 % — особи у віці 18—64 років, 49,1 % — особи у віці 65 років та старші. Медіана віку мешканця становила 64,6 року. На 100 осіб жіночої статі у переписній місцевості припадало 97,7 чоловіків;  на 100 жінок у віці від 18 років та старших — 98,5 чоловіків також старших 18 років.
Середній дохід на одне домашнє господарство  становив 55 941 долар США (медіана — 37 458), а середній дохід на одну сім'ю — 69 043 долари (медіана — 46 369). За межею бідності перебувало 6,7 % осіб, у тому числі 0,0 % дітей у віці до 18 років та 4,8 % осіб у віці 65 років та старших.
Цивільне працевлаштоване населення становило 681 особа. Основні галузі зайнятості: роздрібна торгівля — 18,5 %, освіта, охорона здоров'я та соціальна допомога — 16,2 %, будівництво — 15,6 %.